# Кухруд
Кухру́д (в переводе «горная речка») — горный хребет в Иране, в системе Среднеиранских гор.
Протяжённость с северо-запада на юго-восток составляет около 900 км, преобладающие высоты — 2000—3000 м. Высшая точка — потухший вулкан Хезар (4419 м). Хребет сложен преимущественно осадочными и вулканогенными толщами. Годовое количество осадков изменяется от 100 мм в предгорьях до 300 мм в верхнем поясе гор. В ландшафте господствуют горные пустыни и полупустыни, в верхнем поясе — горные степи. По ущельям встречаются заросли грецкого ореха, а также небольшие оазисы. Главная отрасль сельского хозяйства — пастбищное животноводство.